# 9190 Масако
9190 Масако (9190 Masako) — астероїд головного поясу, відкритий 4 листопада 1991 року.
Тіссеранів параметр щодо Юпітера — 3,456.